# Jerry Kasenetz
Jerry Kasenetz (Brooklyn, 5 mei 1943) is een Amerikaanse muziekproducent, die samen met zijn partner Jeff Katz aan het eind van de jaren 1960 de bubblegum populair maakten, een vrolijke variant van de popmuziek.

## Biografie
Hij is de helft van het hitproducerend duo met Jeff Katz, die samenwerkten als het bedrijf Super K Productions. Hij en Katz hebben het Kasenetz-Katz Singing Orchestral Circus, The Music Explosion, 1910 Fruitgum Company, Crazy Elephant en The Ohio Express en Shadow of Knight samengesteld en geproduceerd.
Kasenetz en Katz ontmoetten elkaar begin jaren 1960 aan de University of Arizona. Beiden kwamen uit oplettende joodse families. Een van hun eerste projecten in de muziekbusiness was als concertpromotors die de Britse band The Dave Clark Five naar de University of Arizona brachten. Ze verlieten de universiteit voor hun laatste jaar en verhuisden terug naar New York en openden een klein kantoor op Broadway.
Kasenetz en Katz creëerden het concept van bubblegummuziek. Neil Bogart van Buddah Records vroeg het duo om een marketingnaam voor hun muziek te bedenken. Tussen 1967 en 1969 zijn enkele van hun bubblegum-muziekpublicaties Beg, Borrow and Steal, 1, 2, 3, Red Light, Goody, Goody Gumdrops, Indian Giver, Down at Lulu's, Chewy, Chewy, Mercy, Simon Says, Special Delivery, Yummy Yummy Yummy en Gimme Gimme Good Lovin'.
Hun eerste productie in 1966 was met Christine Cooper op S.O.S. Heart In Distress. In hetzelfde jaar begonnen Kasenetz en Katz te werken met The Music Explosion uit Ohio, die Little Bit O' Soul opnam. Kasenetz stapte in zijn auto en reed het hele land door om het lied te promoten bij radiostations. In juli 1967 bereikte het nummer nummer 2 in de Billboard Hot 100, met een verkoop van een miljoen exemplaren. Dit verstevigde Kasenetz en Katz als spelers in de muziekindustrie.
In 1977 behaalden Kasenetz en Katz nog de top 20-hit Black Betty van de band Ram Jam, met Bill Bartlett van The Lemon Pipers.